# Chlorobyrrhulus dudkorum
Chlorobyrrhulus dudkorum là một loài bọ cánh cứng trong họ Byrrhidae. Loài này được Tshernyshev miêu tả khoa học năm 1997.